# Torrebruno
Rocco Walter Torrebruno Orgini, conegut com a Torrebruno (Torino di Sangro, 28 d'agost de 1930-Madrid, 12 de juny de 1998), va ser un showman, actor, cantant i presentador còmic italià establert a Espanya.

## Biografia
Va néixer en una família acomodada. Va treballar com a empleat de banca en la seva joventut, però era un apassionat de la música. El seu debut va tenir lloc en un creuer pel Mediterrani, quan el capità, sorprès en sentir-lo cantar li va oferir feina en una sala de festes del seu cunyat a Casablanca, on es dirigien. Allí un manager francès el va portar a París, on fins i tot va actuar al Moulin Rouge. El 1957 va ser contractat per la RAI per a presentar un programa musical. Poc després, el 1958, va arribar a Espanya amb la intenció de llaurar-se una carrera com a cantant melòdic. Aquest mateix any va participar en el Festival de la Cançó Mediterrània. En 1962 es va presentar al Festival de la cançó de Sanremo.
Des d'aquest primer moment, va començar a aparèixer en diferents programes de TVE, com Gran parada o Noche del sábado. Ja en aquesta primera etapa, TVE el va contractar per a presentar Concertino (1962); un programa-concurs que tractava d'identificar temes musicals d'actualitat. A partir d'aquest moment s'instal·laria definitivament a Espanya. En 1965 estava en el zenit de la seva popularitat i va arribar a ser el presentador del concert que van donar The Beatles a Madrid. Però a partir de llavors la seva carrera com a cantant melòdic va anar declinant i es va anar centrant en les cançons infantils.
La seva consagració en la pantalla petita li va arribar en els anys 70 amb successius programes infantils que li van convertir en un autèntic fenomen popular: Hoy también es fiesta (1970-1971); La guagua (1975), amb Paula Gardoqui; El recreo (1977), amb Juan Tamariz; Sabadabada (1980), amb Mayra Gómez Kemp i Sonia Martínez, etc.
Paral·lelament va fer incursions al cinema en pel·lícules com Rocky Carambola, que va protagonitzar el 1981.
Entre els nens que van créixer en les dècades de 1970 i 1980 serà recordat com un personatge extremadament popular, autor de cançons que han quedat en la memòria de molts, com Tigres y leones.
El 1990 es va retirar del món de l'espectacle, si bé encara va tenir temps de fer un últim espai, aquesta vegada a TVE Canarias, que s'anomenaria El show canario de Torrebruno. Igualment apareixeria com a secundari en pel·lícules com Orquesta Club Virginia, Todos a la cárcel o Los peores años de nuestra vida.
Va morir el 12 de juny de 1998, víctima d'un atac cardíac als 67 anys.

## Treballs destacats en televisió
- Concertino (1962).
- Hoy también es fiesta (1970-1971).
- Las supersabias (1972).
- Tarde para todos (1972-1973).
- La guagua (1975-1977) com el Jefe Capuchetto.
- El recreo (1977-1978).
- La locomotora (1979) com Rocky Vaporetto.
- 003 y medio (1979-1980) com Rocky Chaparro.
- Sabadabada (1980).
- Dabadabada (1982)

## Filmografia com a actor[7]
- 1962: Horizontes de luz.
- 1963: Esa pícara pelirroja.
- 1963: Cuatro bodas y pico.
- 1971: La casa de los Martínez.
- 1973: Las estrellas están verdes.
- 1979: Rocky Carambola.
- 1992: Orquesta Club Virginia.
- 1993: Todos a la cárcel.
- 1994: Los peores años de nuestra vida.
- 1994: La mujer de tu vida 2, ep. 'La mujer vacía'.

## Discografia[8]

### EP
- 1959: Buenas noches mi amor/La pioggia cadrà/Daiana/Tequila (Compagnia Generale del Disco (CGD), E6055)
- 1959: Se tu vai a Rio/Potessi rivivere la vita/Addio Maria/Chi è? (CGD, E6071)
- 1959: Si vas a Río (Hispavox, HG 77-10)
- 1959: Torrebruno Y Su Guitarra	(CGD, Hispavox, HG 77-08)
- 1959: Torrebruno Con Greg Segura Y Su Orquesta - Chao, Chao, Bambina "Piove"/Julia/Yo soy el viento/Yo (Hispavox, HG 77-09)
- 1959: Canta los éxitos del I Festival de la Canción Mediteránea (Hispavox, HG 77-12)
- 1960: Tom Pillibi/Un Attimo Infinito/Thea/Piangi Cow-Boy (Hispavox, HG 77-17)
- 1960: Gran Premio Eurovisione 1960 (CGD, ECGD 64)
- 1961: 24.000 Baci (Hispavox, HX 007-21)
- 1962: Caterina/Estoy enamorado/Querido Pinocho/Te quiero sólo a ti (Hispavox, HG 77-23)
- 1963: Gran Festival de Madrid (CGD, Hispavox, HG 77-26)
- 1963: Tango twist/Infinito amor/Rogaré/Josefina (Hispavox, HG 77-25)
- 1963: XIII Festival de San Remo (CGD, Hispavox, HG 77-24)
- 1964: Welcome to Spain (Belter, 51.446)
- 1964: Sanremo 1965 (Belter, 51.482)
- 1964: Torrebruno en concertino (Belter, 51.327)
- 1964: No, no me casaré/Ti rivedro/Rosa Maria/Te llamo corazón (Belter, 51.433)
- 1964: Amor perdoname (Belter, 51.462)
- 1964: Concertino en San Remo (Belter, 51.342)
- 1966: Aline/Mundo de mentiras/En casa de Irene/La suegra ye yé (Belter, 51.613)
- 1966: Maria José (Belter, 51.672)
- 1967: A Quien (Sonoplay, SBP 10.066)
- 1986: Torrebruno con sus éxitos de T.V. 86-87 (Perfil, SN-45006)

### 45 RPM
- ?: Kitty (Luxus, SAM.I./4003)
- ?: Lettre a Pinocchio/Ciao ciao mio amor (Luxus, SAM.I./4004)
- ?: Hallò campione (Luxus, SAM.I./4002)
- ?: Don Paquito/¡Voy contigo! (no, tú no) (Disc'Az, SG 69)
- ?: Il cielo la Luna e tu (Luxus, SAM. I./ 4008)
- ?: Al Di La' (Luxus, SAM. I./4028)
- ?: Pazo (Luxus, SAM. I./4007)
- ?: Canta los éxitos de Dabadabada (DB Belter, 1-10-330)
- ?: L'Uomo Del Mare (CGD, N 9207)
- ?: Que lo pases bien/Teresa (Sonoplay, SN-20.114)
- ?: Ciao Ciao Mio Amor (Luxus, SAM. I/4005)
- 1955: Torre Bruno acompagnée par Jerry Mengo et son orchestre - Calypso Italiano (Ducretet Thomson, 460 V 355)
- 1958: Giulietta e Romeo/Sincerità (CGD, ND 9047)
- 1958: Mandulino do Texas/Vurria (CGD, ND 9049)
- 1958: Nun fa' cchiù 'a francese/Turna a vuca' (CGD, N 9050)
- 1958: La pioggia cadrà/Buenas noches mi amor (CGD, N 9062)
- 1958: Tequila/Buenas noches mi amor (CGD, N 9078)
- 1959: Torrebruno con Franco Pisano, su orquesta y coro - Buenas noches mi amor (Hispavox, CGD, HG 77-03)
- 1959: Chi è?/Addio Maria (CGD, N 9105)
- 1959: A Tahiti/Patricia (CGD, N 9106)
- 1959: Potessi rivivere la vita/Se tu vai a Rio (CGD, N 9124)
- 1960: Resistimi/Good-bye my love (CGD, N 9171)
- 1960: Hallo campione/Tornerò tornerò tornerò (Luxus, SAM 4001)
- 1960: Kitty/So Allein, Schone Frau, So Allein? (Luxus, SAM 4003)
- 1960: Strade Di Toledo/Good-bye my love (CGD, N 9204)
- 1961: Ciao ciao mio amore/Il cielo, la luna e tu (Luxus, SAM 4005)
- 1961: Kitty/Cinzia (Luxus, SAM 4006)
- 1961: Pazzo/Lettera a Pinocchio (Luxus, SAM 4007)
- 1961: Viento/Kitty (Luxus, SAM 4033)
- 1961: Vola vola Gagarin/Gelosia (Luxus, SAM 4034)
- 1962: Viento/Faccia Di Pagliaccio (Acquario, AN 306)
- 1962: Pesca tu che pesco anch'io/Gondolì gondolà (Acquario, AN 303), (participà en el festival de Sanremo amb la primera).
- 1964: Madrid/Domani sera (Jaguar, JG 70012)
- 1965: La Casa De Irene (Belter, 07-223)
- 1968: Es que estás enamorada (Sonoplay, SN 20.089)
- 1969: Mary Carmen (Movieplay, SN-20.249)
- 1970: El Show de Torrebruno en el Parque de Atracciones (Movieplay, SN - 20.423)
- 1973: Carisimo Pinocho/Querida Mamá (Diresa, DPP 031)
- 1973: Coconut (Movieplay, SN-20.765)
- 1977: Jefe Capucheto (Belter, 08.637)
- 1979: Rocky Carambola (cançons de la pel·lícula) (Columbia, MO 1883)
- 1979: Yo quiero hacer pipí Papá (Columbia, MO 1880), single de promoció

### LP
- 1965: Torrebruno con los hits De Europa (Musart, D 1206)
- 1965: Torrebruno/Betty Curtis - Canta Torrebruno/Canta Betty Curtis (Vene Vox, CGD, BL - 302)
- 1977: El recreo (Impacto, EL-451)
- 1979: Rocky Carambola (Columbia, CPS 9621), BSO de la pel·lícula.
- 1981: El Amigo De Los Niños Cantando Sus Éxitos de Televisión (Hispavox, S 50.013)
- 1986: Con sus éxitos de TV 86-87 (Perfil, LP.33.006), recopilació
- 2013: Sus éxitos en Hispavox (1959-1963) (Rama Lama Music, RO 54872), recopilació